# 天津增五
天鵝座27，又名BD+35 3959，HD 191026、SAO 69413、HR 7689，是天鵝座的一颗恒星，视星等为5.36，位于銀經72.86，銀緯2.1，其B1900.0坐标为赤經20h 2m 38.8s，赤緯+35° 2.1′ 49″。